# Vodafone-Campus
Der Vodafone-Campus am Ferdinand-Braun-Platz in Düsseldorf-Heerdt ist ein 2012 fertiggestellter Bürokomplex mit dem Hauptnutzer Vodafone.

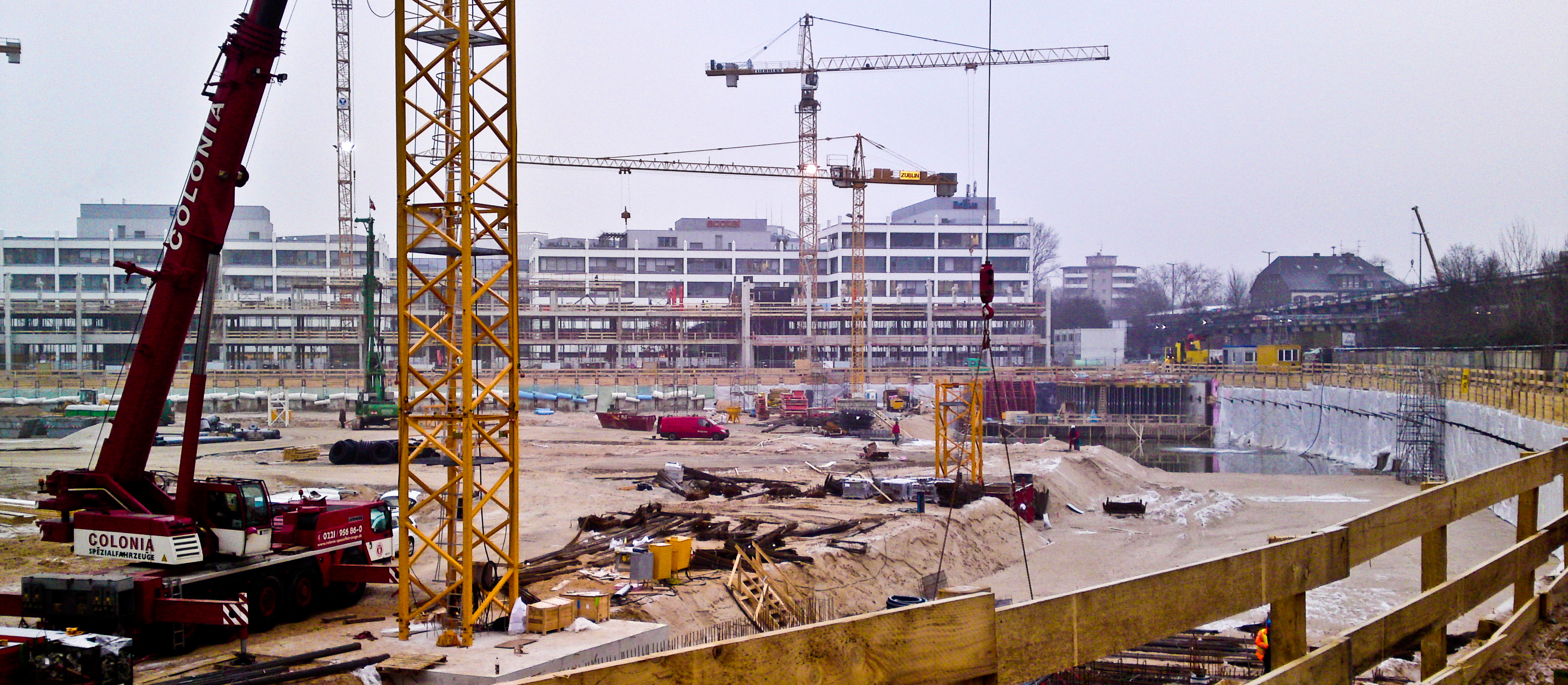
Baustelle im Februar 2011

## Geschichte

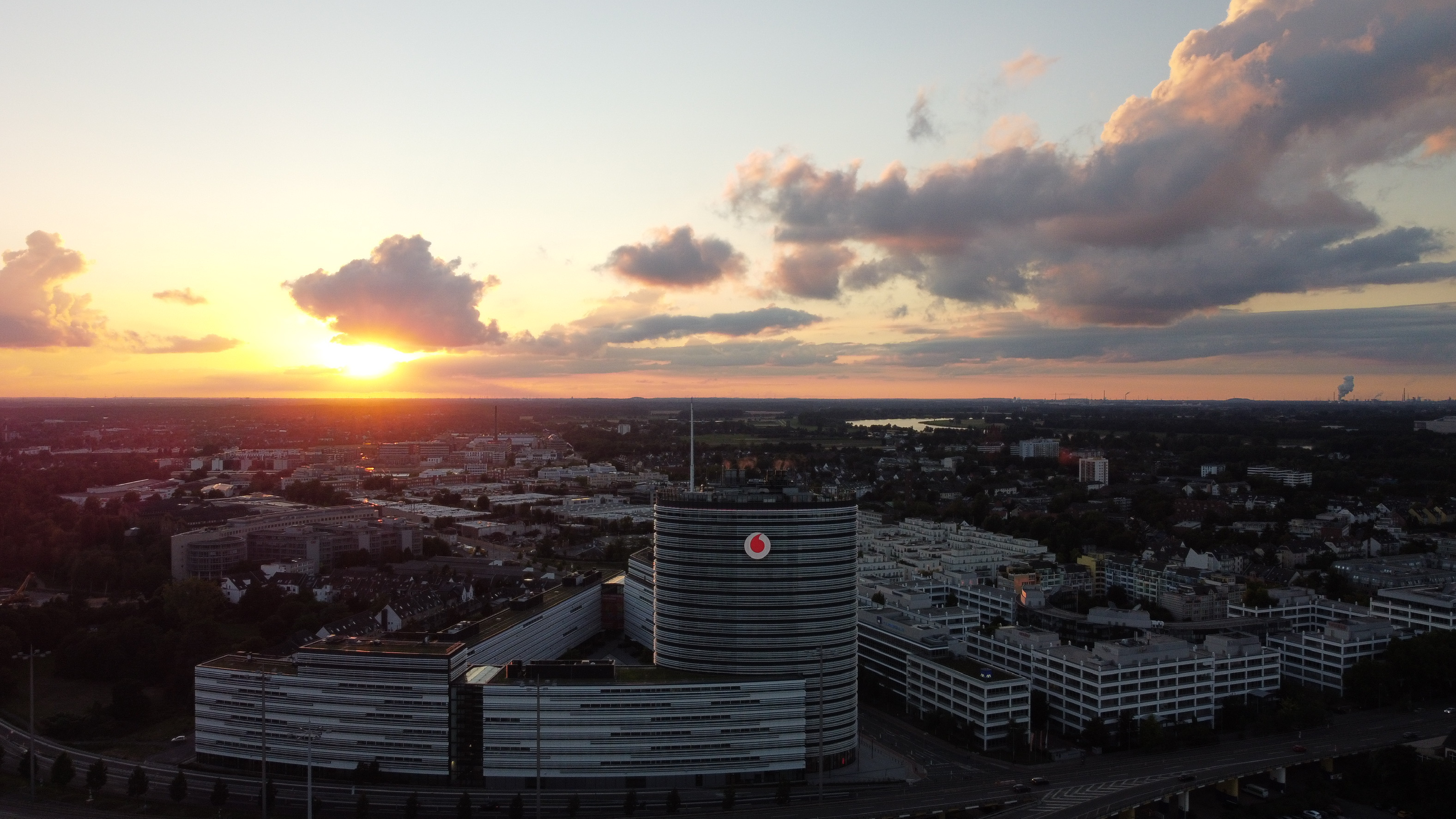
Panorama Vodafone Campus

Auf einem Teil des Standorts befand sich zwischen 1963 und 2008 die Brauerei Gatzweiler. Im Jahr 2003 wurde durch die Landeshauptstadt Düsseldorf ein städtebauliches Gutachten für diesen Bereich in Auftrag gegeben, in deren weiteren Verlauf der Entwurf des Düsseldorfer Architektenbüros HPP  mit verschiedenen Auflagen zur Ausführung empfohlen wurde. Bauherr war „die developer Objekt Düsseldorfer VCD-Realisierungs-GmbH & Co. KG“. Verantwortlich für die Bauausführung waren die ARGE Vodafone Campus Düsseldorf, Zechbau GmbH Düsseldorf und Ed. Züblin AG Bereich Düsseldorf.
Der Vertragsschluss mit einem Immobilienfonds ermöglichte Vodafone die erfolgreiche Zusammenlegung der vormals zerstreuten Standorte in Unterbilk (u. a. Testcenter), Altstadt (Mannesmann-Haus) und Seestern.

## Struktur
Prägend für den Vodafone-Campus ist der 19-geschossige Büroturm mit gläserner Fassade und Aluminiumelementen an der Bundesstraße 7. In ihm befindet sich auch ein öffentliches Vodafone-Service-Center. Der Gesamtkomplex am Ferdinand-Braun-Platz 1 öffnet sich zur Willstätterstraße und ist ebenso frei zugänglich. Das Gelände ist für 5000 Arbeitsplätze ausgelegt. Für die Beschäftigten gibt es ein Fitnessstudio, einen Betriebskindergarten und Desksharing. Für das neue Parkhaus wurden die vorhandenen Verbindungen zur Autoschnellstraße aufwendig verlegt.